# トレイシー・リンド
トレイシー・リンド（Traci Lind、1968年4月1日 - ）は、アメリカ合衆国の女優。旧芸名トレイシー・リン（Traci Lin）。
13歳の時にエリート・モデル・マネジメント代表のジョン・カサブランカスに発掘されモデルとしてデビュー。その後『フライトナイト2/バンパイアの逆襲』などの映画で女優として人気を博す。日本の映画雑誌の表紙などを飾り、日本でもアイドル女優として人気が出る。しかし1997年以降出演作はなく実質上引退状態となっている。

## 出演作品
- マイリトルガール きらめきの夏 (1986)
- フライトナイト2/バンパイアの逆襲 (1988)
- 侍女の物語 (1990)
- クラス・オブ・1999 (1990)
- ノー・シークレット (1991)
- ボイジャー (1991)
- レディX/スーパーモデルは昼の顔 (1993)
- ケロッグ博士 (1994)
- ノーストリングス (1997)
- エンド・オブ・バイオレンス (1997)